# Пріапея
Пріапея (лат. Priapea) — це збірка з 80 (у деяких виданнях 95) віршів еротичного змісту, укладена анонімним античним автором. Вірші названі на честь бога саду Пріапа, який характеризувався величезним фалосом. Відомі античні поети, такі як Вергілій, Горацій, Овідій та Марціал, також оспівували Пріапа у віршах. Пріапея також була прийнята в гуманізмі.

## Зміст
У «Пріапеї» майже завжди слово бере сам бог, який грайливо варіює на кілька постійно повторюваних тем: коментарі щодо величезних пропорцій його чоловічих атрибутів та його гіперболічних еротичних перформансів; погрози покарання злодіям, що полягають у сексуальному насильстві різного роду; описи присвячених йому вотивних жертвоприношень; напади на жінок, які є надто старими або надто розбещеними. Очевидно, що все це обігрується за допомогою двозначних натяків і каламбурів.

## Український переклад
- Пріапея / Пер. з лат., передм. і комент. Н. Ващишина. — 128 с. — 1000 прим. — ISBN 978-617-629-706-2.